# Обиск
„Обиск” је југословенски и словеначки кратки филм из 1985. године. Режирао га је Борис Јурјашевич који је написао и сценарио.

## Улоге
| Глумац           | Улога |
| ---------------- | ----- |
| Петер Боштјанчич |       |
| Мира Фурлан      |       |